# Parafia Ewangelicko-Augsburska w Żyrardowie

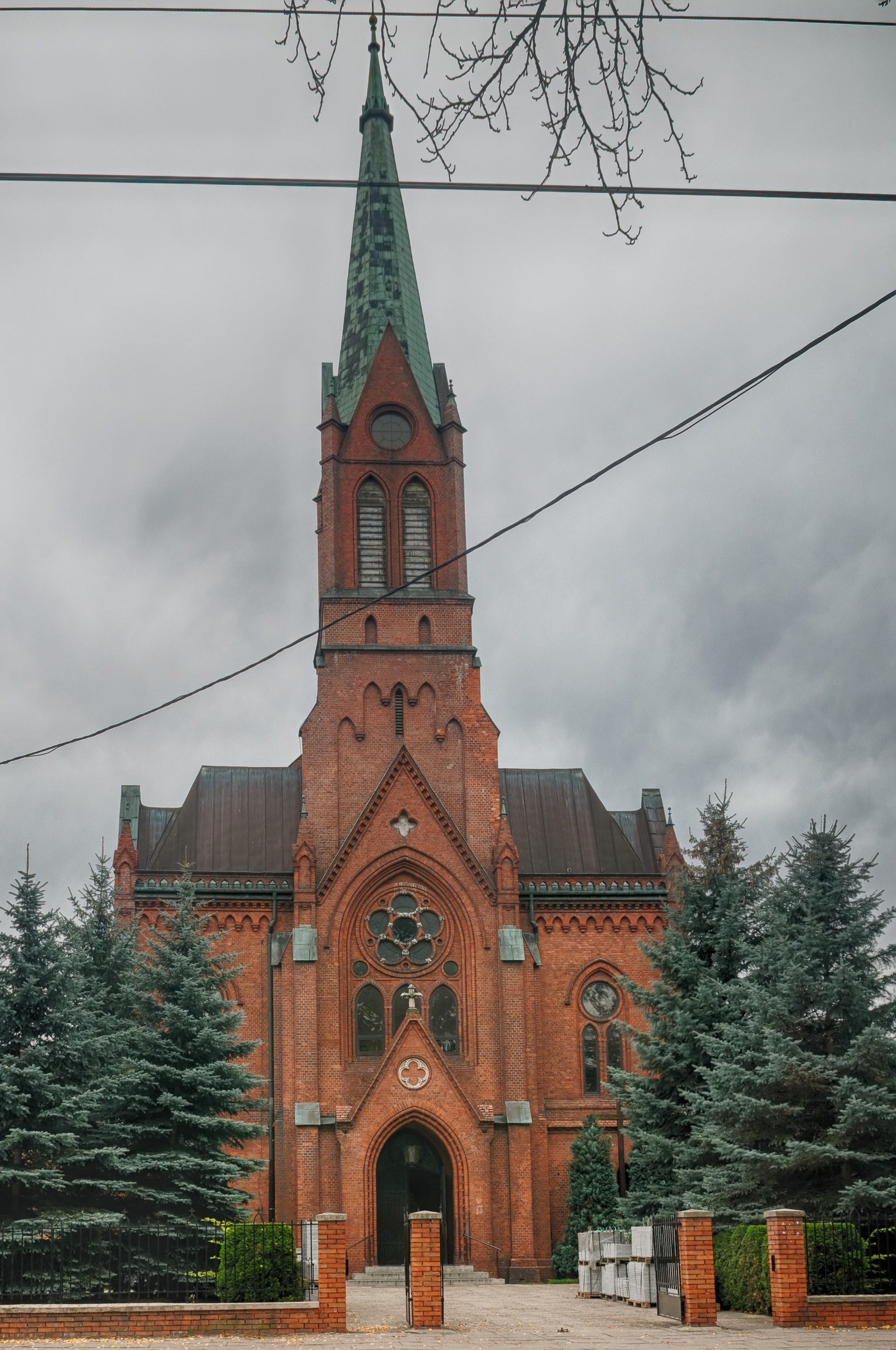
Dawny kościół ewangelicki w Żyrardowie, obecnie rzymskokatolicki

Parafia Ewangelicko-Augsburska w Żyrardowie – ewangelicko-augsburska parafia w Żyrardowie, należąca do diecezji warszawskiej. Mieści się przy ulicy Żeromskiego. W 2016 liczyła 59 członków.

## Historia

### Początek osadnictwa ewangelickiego na Mazowszu
Osadnictwo protestanckie w okolicy obecnego Żyrardowa rozpoczęło się w XVIII wieku. W 1759 została założona osada Troszyn Niemiecki, w tym okresie powstały również kolonie ewangelickie położone w rejonie Gąbina. Na mocy dekretu z dnia 28 lipca 1796 nastąpiła kasata dóbr duchownych i królewskich, które przeszły na rzecz skarbu pruskiego. Nowi właściciele ziemscy byli zobligowani do przyjęcia osadników, w liczbie zależnej od wielkości ich majątku. Nastąpiła intensywna fala kolonizacji, trwająca do lat trzydziestych XIX wieku.
Nowi mieszkańcy pochodzili z Pomorza, Wielkopolski, Śląska, Badenii, Hesji i Wittenbergi. Była to przeważnie ludność wyznania luterańskiego, z niewielkim udziałem reformowanych oraz mennonitów. Ich życie religijne toczyło się w zamieszkiwanych przez nich osadach, gdzie powstawały budynki domów modlitwy, w których w niedziele odbywały się nabożeństwa prowadzone przez kantora, a w pozostałe dni pełniły one funkcję szkoły. Administracja kościelna była prowadzona przez parafie rzymskokatolickie, tam też początkowo odbywały się chrzty, śluby i pogrzeby, co prowadziło do konfliktów. W tamtym czasie najbliższa parafia ewangelicka znajdowała się w Węgrowie.
Pierwszy kościół ewangelicki na terenie Mazowsza Zachodniego został wybudowany w 1775 w Iłowie, erygowanie parafii zostało potwierdzone w 1782 przez kasztelana Adama Lasockiego, który zobowiązał się łożyć środki na jej utrzymanie. Powstała kancelaria parafialna, szkoła i cmentarz. Parafia obejmowała do początku XIX wieku terytorium całej części południowo-zachodniej Mazowsza, w związku z czym podzielona została na kilka kantoratów.

### Parafia ewangelicka w Wiskitkach
W 1804 hrabia Feliks Łubieński wystąpił o powołanie parafii ewangelickiej w Wiskitkach, zamieszkałych przez kolonistów trudniących się sukiennictwem. W 1805 zobowiązał się on do przekazania funduszy na jej funkcjonowanie oraz budowę kościoła, co ograniczyło się jednak do przyznania na ten cel parceli z zabudowaniami tzw. „wójtostwa”. Nabożeństwa odbywały się w specjalnie przystosowanym do tego celu budynku, który uległ spaleniu w 1823. Z powodu niezamożności parafii, nie było możliwości budowy własnego obiektu kościelnego. Obszar parafii obejmował tereny położone pomiędzy Mszczonowem, Błoniem, Nieborowem i Sochaczewem. W 1823 powiększono go Łowicz, gdzie działalność prowadził filiał tej parafii, obejmujący także wsie wokół miasta zamieszkane przez ludność ewangelicką. Na terenie parafii wiskitkiej w latach 1830–1833 powstały osady Żyrardów oraz Sokule.
W związku z trudną sytuacją finansową parafii w Wiskitkach, w 1836 została utworzona parafia ewangelicko-augsburska w Łowiczu, a Wiskitki zostały przekształcone w jej filiał, gdzie nabożeństwa odbywały się w co trzecią niedzielę oraz w co drugie święto.
Na poprawę sytuacji ośrodka w Wiskitkach miał wpływ rozwój osady fabrycznej w Żyrardowie, który w 1840 roku zamieszkiwało 21 rodzin ewangelickich, które tworzyło 85 osób. Filiał wiskicki zrzeszał w sumie 366 rodzin, co stanowiło 1849 wiernych. W 1844 proponowano likwidację filiału i powołanie nowej parafii z siedzibą w Żyrardowie, co miało spowodować większy napływ do miasta nowych mieszkańców wyznania luterańskiego. W 1854 rozpoczęto jednak budowę kościoła ewangelickiego w Wiskitkach. Czas budowy przeciągał się z powodu problemów finansowych, ukończono ją w 1862. Podczas jej trwania, w 1855 doszło do przywrócenia samodzielnej parafii wiskickiej.

### Powstanie parafii w Żyrardowie
W 1890 Żyrardów zamieszkiwało 1852 ewangelików, czyniąc go największym skupiskiem wyznawców luteranizmu na terenie parafii. W wyniku uciążliwości związanych z podróżami do kościoła w Wiskitkach, w 1888 ówczesny proboszcz Juliusz Bursche rozpoczął budowę kościoła w Żyrardowie, dokończoną z powodu przeniesienia go do pracy w parafii w Warszawie przez jego następcę, księdza Rudolfa Gustawa Gundlacha. Kościół Wniebowstąpienia Pańskiego został poświęcony 25 września 1898 przez superintendenta generalnego Kościoła Ewangelicko-Augsburskiego Karola Gustawa Manitiusa. Była to budowla w stylu neogotyckim, a środki na jej powstanie pochodziły z darowizn właścicieli zakładów oraz robotników i pozostałych parafian.
Parafia wiskicka w 1897 liczyła 6418 wiernych. Rok później jej siedziba została przeniesiona do Żyrardowa. Częstotliwość prowadzenia nabożeństw w kościele w Wiskitkach została zmniejszona do jednego w miesiącu, świątynia popadła w zaniedbanie i ostatecznie została zamknięta. Działający przy kościele dom dla sierot i starców przeszedł pod opiekę żyrardowskich zakładów włókienniczych.
Po przeniesieniu siedziby parafii następował jej prężny rozwój. W niedziele odbywały się dwa nabożeństwa – główne z Sakramentem Ołtarza oraz popołudniowe dla dzieci, w środy i piątki prowadzono nabożeństwa tygodniowe. Nabożeństwo w języku polskim prowadzono raz w miesiącu.
W 1901 nowym proboszczem żyrardowskim został ks. Hugo Wosch. Dokończył on budowę sali konfirmacyjnej oraz mieszkań dla organisty i kościelnego.
W efekcie sytuacji spowodowanej przez wojnę rosyjsko-japońską oraz rewolucję 1905 roku, część parafian wyemigrowała na Wołyń i do Ameryki Północnej. W 1905 liczba członków zboru wynosiła około 4500 osób i utrzymywała się na tym poziomie do 1914.

### I wojna światowa
W związku z wydarzeniami I wojny światowej, w 1915 rozpoczęto akcję deportacyjną ludności ewangelickiej w głąb Imperium Rosyjskiego. Wysiedlenia dotknęły 64 rodziny żyrardowskie, również proboszcza Hugo Woscha. Opustoszała parafia była obsługiwana przez duszpasterza wojskowego z Warszawy. W momencie zakończenia wojny w mieście pozostało 300 ewangelików.

### Okres międzywojenny
Od 1918 parafianie zaczęli wracać z wygania, jednak część z nich nie przeżyła wywózki, a inni zdecydowali się na emigrację. Następowała odbudowa działalności parafii, funkcję proboszcza objął ks. Feliks Teodor Gloeh. W 1922 na stanowisku zastąpił go ks. Otto Wittenberg. Obszar parafii obejmował wtedy terytorium pomiędzy Sochaczewem, Mszczonowem, Milanówkiem i Grodziskiem Mazowieckim. Działały filie w Wiskitkach, Grodzisku Mazowieckim, Brwinowie, Józefowie i Karolewie. Prowadzono szkółki niedzielne dla dzieci, odbywające się w budynku sali konfirmacyjnej. W 1923 parafia zrzeszała 2861 wiernych. Do czasu wybuchu II wojny światowej, liczba parafian zwiększyła się do około 4000.

### II wojna światowa
Po rozpoczęciu II wojny światowej, w pierwszych dniach walk doszło do przeszukania kościoła przez wojsko polskie, ponieważ z jego wieży miały być rzekomo dawane sygnały wojskom niemieckim. We wrześniu 1939 doszło również do internowania przez władze polskie wielu mężczyzn z parafii jako elementu niepewnego i uwięzienia ich w obozie w Berezie Kartuskiej. Część z nich zginęła podczas nalotu niemieckiego w okolicy Garwolina, co po wkroczeniu wojsk niemieckich zostało wykorzystane w celach propagandowych. Poinformowano, że nalotu dokonało lotnictwo polskie, a zwłoki zostały w 1940 ekshumowane i przeniesione na cmentarz ewangelicki w Iłowie.
16 grudnia 1939 doszło do aresztowania proboszcza Otto Wittenberga przez wojsko niemieckie, a następnie umieszczenia go w warszawskim więzieniu Pawiak. Prawdopodobną tego przyczyną było wykrycie i zgłoszenie przez niego przed wybuchem wojny organizacji hitlerowskiej działającej na plebanii, przygotowującej listy „niebezpiecznych Polaków”.
Ludność ewangelicka była z różnym skutkiem nakłaniana przez okupantów do podpisania volkslisty, czego odmowa skutkowała wysiedleniem.
Żyrardowska parafia pozostawała pozbawiona duszpasterza przez okres okupacji. Została uznana za niemiecką i podporządkowana administracji warszawskiej. Plebanię zamieszkiwał wtedy ordynowany w 1939 wikary ks. Edward Romański, jednak z racji polskiego pochodzenia nie mógł sprawować czynności duszpasterskich. W związku z tym wikary podjął inną pracę, jednak we współpracy z Kolegium Kościelnym starał się opiekować wiernymi zamieszkującymi miasto.
2 lutego 1940 parafianie wystąpili z wnioskiem do Kolegium Kościelnego o przywrócenie nabożeństw dla osób narodowości polskiej, stanowiących większość zborowników. Rozpoczęto więc prowadzenie polskojęzycznych nabożeństw porannych, jednak jeszcze w tym samym roku zakazano tej praktyki. Od 1941 odbywały się one jednak pod pretekstem udzielania Wieczerzy Pańskiej. Zakaz czynności kościelnych w języku polskim obejmował również inne uroczystości, przede wszystkim pogrzeby. Na nabożeństwa niemieckie uczęszczała niewielka liczba parafian, z racji nieznajomości przez nich tego języka.
W 1944 w wyniku nadejścia frontu wschodniego, większość członków zboru została ewakuowana na zachód, w związku z czym w lipcu 1944 parafia zakończyła działalność.
Pod koniec 1944 wikariusz Edward Romański rozpoczął organizację polskiej parafii ewangelickiej, co utrudniały jednak walki podziemia z okupantami – obydwie strony stosowały zasady zbiorowej odpowiedzialności. Na terenie miasta pozostawali ewangelicy pochodzący z Warszawy, przybyli tu po powstaniu.

### Lata powojenne
16 stycznia 1945 roku w wyniku działań na froncie, został uszkodzony budynek kościoła. W Żyrardowie mieszkało wówczas 120 luteran. Kilka tygodni później rozpoczęto rejestrację parafian oraz prowadzenie polskich nabożeństw. We wspólnym nabożeństwie wielkanocnym zorganizowanym z udziałem wiernych kościoła ewangelicko-reformowanego wzięło udział 90 osób.
Wielu parafian padło ofiarą powojennych samosądów, jako że ewangelicy byli kojarzeni z Niemcami. W 1946 stanowisko administratora parafii objął ks. Karol Messerschmidt. Rozpoczął on odbudowę jej działalności. Prowadzono wówczas dwa nabożeństwa w miesiącu (w jedną niedzielę miesiąca było to nabożeństwo przedpołudniowe, w drugą – popołudniowe). Ksiądz Messerschmidt obsługiwał również dwie inne parafie i pełnił funkcję kapelana Wojska Polskiego.
Do 1948 liczba członków parafii wzrosła dwukrotnie. Prowadzono kursy dla analfabetów, odbywały się lekcje religii oraz przygotowania do konfirmacji. Organizowano pomoc dla osób chorych i starszych, rozszerzoną później na mieszkańców Mazur. Naprawiono wieżę kościelną uszkodzoną przez pociski oraz odnowiono organy. Brakowało jednak funduszy na remont generalny, jak również naprawę kościoła w Wiskitkach. Wobec bardzo złego stanu technicznego świątyni wiskickiej, 1 sierpnia 1948 Zgromadzenie Parafialne zatwierdziło decyzję proboszcza o jej rozbiórce. Wykonanie tego zostało jednak odroczone, co nastąpiło w wyniku zainteresowania wynajęciem budowli na skład surowców oraz możliwością przeznaczenia porozbiórkowej cegły na powstanie szkoły. Zgoda na rozbiórkę została ostatecznie wydana 27 lipca 1951 przez Prezydium Wojewódzkiej Rady Narodowej, z zastrzeżeniem przeznaczenia pozyskanych środków i materiałów na remont kościoła w Żyrardowie.

### Okres Polskiej Rzeczypospolitej Ludowej i po 1990 roku
W październiku 1953 roku administratorem parafii został ks. Otto Krenz, pełniący urząd do września 1958 roku. W październiku na jego następcę został ponownie wybrany ks. Karol Messerschmidt.
Grunty parafialne położone w Wiskitkach i Nowym Oryszewie, uprzednio wydzierżawiane, zostały sprzedane w celu pozyskania środków na remonty oraz sprawy hipoteczne.
W 1967 zbór żyrardowski liczył 60 członków. Wobec groźby zawalenia wieży i sklepienia kościoła, połączonej z brakiem pieniędzy na ich remont generalny, postanowiono o sprzedaży świątyni. Prezydium Miejskiej Rady Narodowej wystosowało propozycję przekształcenia jej w dom kultury, jednak została ona odrzucona z uwagi na charakter tej instytucji, nieprzystającej do budynku kościelnego.
Od początku 1968 administratorem został ks. Bogusław Wittenberg, syn poprzedniego proboszcza. Na Zgromadzeniu Parafialnym 4 lutego 1968 zaproponowano zamianę kościoła z rzymskokatolicką parafią św. Karola Boromeusza, dysponującą dużo mniejszym budynkiem. 3 sierpnia 1969 zadecydowano jednak o przeniesieniu własności kościoła ewangelickiego na rzecz Skarbu Państwa, który planował przeznaczenie go na archiwum. Prezydium Miejskiej Rady Narodowej miało dokonać remontu sali konfirmacyjnej, gdzie miały być przeniesione nabożeństwa. Akt przekazania kościoła podpisano w 1970, został on jednak unieważniony z powodu niewywiązania się władz miejskich z obietnicy remontu budynku sali.
W 1974 kupnem ewangelickiej świątyni zainteresował się kościół rzymskokatolicki. Transakcja została zawarta w 1976, a obiekt został poświęcony jako katolicki 27 marca 1976 przez prymasa Stefana Wyszyńskiego z zachowaniem imienia Wniebowstąpienia Pańskiego. Działalność parafii ewangelickiej została przeniesiona do budynku mieszczącego uprzednio salę konfirmacyjną.
Następcą proboszcza Bogusława Wittenberga został w 1977 ks. Edward Busse, sprawujący obowiązki do 1984. W latach 1986–1995 stanowisko to pełnił ks. Jan Hause. Od 1995 do 2010 parafia administrowana była przez proboszcza parafii Wniebowstąpienia Pańskiego w Warszawie, ks. Adama Pilcha, a do 31 maja 2023 – przez ks. bp. Jana Cieślara.
Od 1998 roku bezpośrednią opiekę duszpasterską nad żyrardowskimi wiernymi pełni ks. Halina Radacz (do 7 maja 2022 r. jako diakonka). Na mocy decyzji Konsystorza z dnia 8 maja 2023 została ona mianowana proboszczem-administratorem parafii, funkcję tę objęła oficjalnie 1 czerwca 2023.

## Współczesność
Stanowisko proboszcza-administratora parafii pełni ks. Halina Radacz
Nabożeństwa prowadzone są w każdą niedzielę w budynku kaplicy, położonym obok dawnego kościoła ewangelickiego. Odbywają się też koncerty, prelekcje, zajęcia dla dzieci, prowadzone są akcje charytatywne. Parafia bierze udział w obchodach Tygodnia Modlitw o Jedność Chrześcijan.